# Bernstadt auf dem Eigen
Pour les articles homonymes, voir Bernstadt.
Bernstadt auf dem Eigen est une ville de Saxe (Allemagne), située dans l'arrondissement de Görlitz, dans le district de Dresde.

## Quartiers
- Bernstadt a. d. Eigen
- Kunnersdorf a. d. Eigen
- Altbernsdorf auf dem Eigen
- Buschschenkhäuser
- Dittersbach a. d. Eigen
- Kemnitz O/L
- Lehdehäuser
- Russen

## Jumelages
- Bernstadt (Bade-Wurtemberg) (Allemagne) depuis 1991
- Bierutów (Pologne) depuis 1997